# ماري غينتل
ماري غينتل (بالإنجليزية: Mary Gentle)‏ هي كاتِبة بريطانية، ولدت في 29 مارس 1956 في إيستبورن في المملكة المتحدة.